# NGC 7231
NGC 7231 (другие обозначения — PGC 68285, UGC 11951, ZWG 530.17, IRAS22104+4504) — спиральная галактика с перемычкой (SBa) в созвездии Ящерица.
Этот объект входит в число перечисленных в оригинальной редакции «Нового общего каталога».